# Lönsboda
Lönsboda est une localité de Suède dans la commune d'Osby en Scanie.
Sa population était de 1 983 habitants en 2019.